# Tractat hispanoportuguès de Madrid (1750)

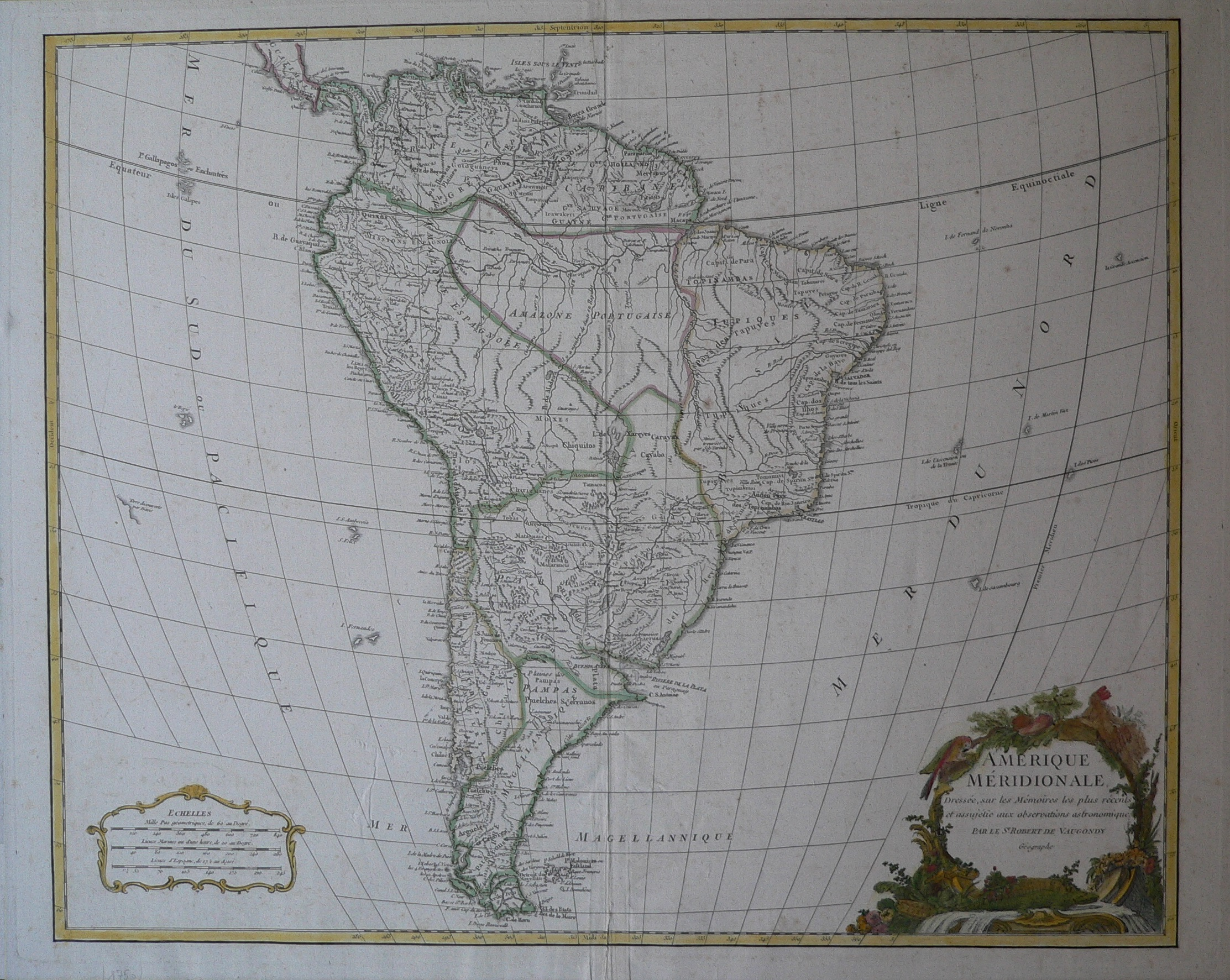
Mapa d'Amèrica del Sud de 1750.

El Tractat de Madrid fou un tractat internacional signat per Ferran VI d'Espanya i Joan V de Portugal el 13 de gener de 1750 a la ciutat de Madrid en el qual es van definir els límits entre les seves respectives colònies a Amèrica del Sud. Aquest tractat s'emmarca en la successió de tractats de límits signats entre Espanya i el Regne de Portugal des de mitjans del segle xv amb el Tractat d'Alcaçovas. Així mateix, el tractat, basat en el principi de dret romà Uti possidetis, ita possideatis (en català: "qui posseïx de fet, ha de posseir de dret"), va ampliar els dominis de Portugal deixant els límits de Brasil pràcticament en el seu estat actual.

## Antecedents
Durant la unió d'Espanya i Portugal entre 1580 i 1640, el Tractat de Tordesillas va perdre tota raó de ser. En efecte, amb aquesta unió els portuguesos, mentre estaven governats pel mateix rei que Castella i Aragó, podien establir-se molt més enllà del meridià de Tordesillas (aproximadament 36º O). A més, i coincidint amb la crisi posterior a 1640, Portugal de nou independent va emprendre ja sense base legal algunes accions comercials i colonials més enllà d'aquest límit, les més important de les quals van ser la fundació l'any 1680 de la Nova Colonia do Santíssimo Sagramento a l'actual Uruguai i la fundació l'any 1737 de la presó de "Jesús Maria Josep", origen de l'actual estat brasiler Rio Grande do Sul. Aquests fets van provocar una sèrie de disputes entre Espanya i Portugal durant anys, que finalment es van resoldre en aquest tractat.

## Contingut
Atès que l'any 1750 Espanya tenia establiments en territori portuguès i viceversa, el tractat estipulava, sobre la base del uti possidetis, ite possideatis l'establiment de límits clars per als dominis d'Espanya i Portugal, forçant la cessió de cadascuna de les parts dels territoris, colònies, missions o establiments situats en la part contrària.
D'acord amb el tractat Portugal lliurava a Espanya la Colonia del Sacramento (art. XIII) i rebia a canvi els territoris del Sud, el naixement del riu Ibicuí, les missions, el marge dret del riu Guaporé i cedia el territori occidental del riu Japurá de l'Amazones i la navegació del riu Içá (art. XIV). A més s'establia que en cas de guerra entre Portugal i Espanya a Europa, les seves colònies d'Amèrica del Sud romandrien en pau (art. XXI).

## Conseqüències
Com a conseqüència de la demarcació dels nous límits la regió de les Misiones Orientales, que comprenia els set pobles de les missions jesuïtes que quedaven en el marge esquerre del riu Uruguai, havia de passar a mans portugueses.
Aquesta resolució va provocar un greu problema, ja que mentre que en els territoris de Portugal es permetia l'esclavitud dels indígenes (en aquella zona eren guaranís) en els territoris espanyols estava prohibit, ja que tots els indígenes eren automàticament súbdits del rei d'Espanya i, per tant, gaudien de la seva protecció, i per això no podien ser esclavitzats. Aquesta diferència en l'estatus legal de la població indígena, vetllada pels mateixos jesuïtes, va provocar la resistència a lliurar-se als portuguesos, resistència que va acabar esclatant en la Guerra Guaraní entre 1752 i 1756, i en la qual va tenir gran rellevància el cacic i líder guaraní Sepé Tiarayú, morint poc abans de la batalla de Caibaté, en la qual van morir 1.700 indígenes i que va enfrontar als guaranís contra els exèrcits d'Espanya i Portugal que defensaven la imposició de les noves fronteres.
Finalment les set missions no van passar a mans portugueses, però aquesta resistència per part dels jesuïtes i dels indígenes tutelats per ells va provocar a la llarga la reclamació espanyola d'aquest territori. Durant la Guerra dels Set Anys es va signar el Tractat d'El Pardo de 1761, que va anul·lar el Tractat de Madrid, i pel qual Espanya no havia de lliurar les Missions Orientals al mateix temps que Portugal retenia la Colònia de Sacramento.
De la mateixa manera, l'extrem poder mostrat per la Companyia de Jesús, i la seva capacitat per a mobilitzar una força humana de milers de persones que va quedar palesa en la Guerra Guaraní va fer témer a la corona espanyola per l'estabilitat a la zona, i fou el germen de la motivació per a la publicació de la Pragmatica Sanció de 1767 per la qual Carles III d'Espanya decretà l'expulsió dels jesuïtes de tots els territoris d'ultramar.